# Devoll (district)
Devoll (Albanees: Rrethi i Devollit) is een van de 36 districten van Albanië. Het district dankt zijn naam aan de rivier de Devoll die door de vallei stroomt. Het ligt in het zuidoosten van het land in de prefectuur Korçë. De hoofdstad is de stad Bilisht. Het district had in 2004 35.000 inwoners en de oppervlakte is 429 km².
De drukke grenspost Kapshticë verbindt het district met de Griekse departementen Florina en Kastoria in het oosten en zuidoosten. In het zuidwesten grenst Devoll aan het Albanese district Kolonjë en in het westen en noorden grenst het aan het Albanese district Korçë.

## Gemeenten
Devoll telt vijf gemeenten.
- Bilisht (stad)
- Hoçisht
- Miras
- Progër
- Qendër Bilisht

## Bevolking
In de periode 1995-2001 had het district een vruchtbaarheidscijfer van 2,26 kinderen per vrouw, hetgeen lager was dan het nationale gemiddelde van 2,47 kinderen per vrouw.

### Religie
De grootste religie in Devoll is de (soennitische) islam. Deze religie werd in 2011 beleden door 19.258 personen, oftewel 72,08% van de bevolking. De grootste minderheidsreligie is het christendom, met name de Albanees-Orthodoxe Kerk (1.539 personen; oftewel 5,76%).
| Plaats         | Bevolking (2011) | Islam (%)       | Katholiek (%) | Orthodox (%)  | Bektashisme (%) |
| -------------- | ---------------- | --------------- | ------------- | ------------- | --------------- |
| Bilisht        | 6.250            | 4.011 (64,18%)  | 84 (1,34%)    | 543 (8,69%)   | 9 (0,14%)       |
| Hoçisht        | 4.461            | 3.322 (74,47%)  | 53 (1,19%)    | 445 (9,98%)   | 1 (0,02%)       |
| Miras          | 6.577            | 4.761 (72,39%)  | 133 (2,02%)   | 166 (2,52%)   | - (-)           |
| Progër         | 3.988            | 3.318 (83,20%)  | 33 (0,83%)    | 156 (3,91%)   | 8 (0,20%)       |
| Qendër Bilisht | 5.440            | 3.846 (70,70%)  | 57 (1,05%)    | 229 (4,21%)   | 3 (0,06%)       |
| Devoll         | 26.716           | 19.258 (72,08%) | 360 (1,35%)   | 1.539 (5,76%) | 21 (0,08%)      |

Berat · Bulqizë · Delvinë · Devoll · Dibër · Durrës · Ëlbasan · Fier · Gjirokastër · Gramsh · Has · Kavajë · Kolonjë · Korçë · Krujë · Kuçovë · Kukës · Kurbin · Lezhë · Librazhd · Lushnjë · Malësi e Madhe · Mallakastër · Mat · Mirditë · Peqin · Përmet · Pogradec · Pukë · Sarandë · Skrapar · Shkodër · Tepelenë · Tirana · Tropojë · Vlorë